# Tofsbent fruktduva
Tofsbent fruktduva (Drepanoptila holosericea) är en fågel i familjen duvor inom ordningen duvfåglar.

## Utbredning och systematik
Fågeln förekommer på Nya Kaledonien och Île des Pins. Den placeras som enda art i släktet Drepanoptila och behandlas som monotypisk, det vill säga att den inte delas in i några underarter.

## Status
Trots det begränsade utbredningsområdet och att den tros minska i antal anses beståndet vara livskraftigt av internationella naturvårdsunionen IUCN. Världspopulationen uppskattas till mellan 100 000 och 140 000 vuxna individer.